# Monster (serie televisiva 2016)
Monster (몬스터?, MonseuteoLR) è una serie televisiva sudcoreana trasmessa su MBC dal 28 marzo al 20 settembre 2016.

## Trama
Lee Guk-cheol è l'erede dell'ospedale Sudo, ma, dopo la morte dei suoi genitori e della zia, diventa oggetto di diversi tentativi di omicidio. Rimasto cieco nell'incidente d'auto che ha ucciso i suoi genitori, ma con un senso dell'udito sovrumano, il ragazzo finisce per diventare un mendicante ed è il suo avido zio, Byun Il-jae, a mettere le mani sull'ospedale. Anni dopo, Guk-cheol si sottopone a un intervento chirurgico per curare la cecità e cambia aspetto, assumendo l'identità di Kang Ki-tan per attuare la sua vendetta contro chi gli ha rovinato la vita e portato via ciò che era suo di diritto; tuttavia, sulla sua strada incontra come ostacoli Do Gun-woo, figlio illegittimo del presidente del Dodo Group, e Oh Soo-yeon, una donna simile alla cameriera della quale si era innamorato da ragazzo.

## Personaggi
- Kang Ki-tan/Lee Guk-cheol, interpretato da Kang Ji-hwan e Lee Gi-kwang (da giovane)
- Oh Soo-yeon/Cha Jeong-eun, interpretata da Sung Yu-ri e Lee Yul-eum (da giovane)
- Do Gun-woo, interpretato da Park Ki-woong
- Yoo Seong-ae, interpretata da Claudia Kim
- Do Choong, interpretato da Park Yeong-gyu
- Byun Il-jae, interpretato da Jeong Bo-seok
- Oh Choong-dong, interpretato da Park Hoon
- Hwang Jae-man, interpretato da Lee Deok-hwa
- Hwang Gwi-ja, interpretata da Kim Bo-yeon
- Do Gwang-woo, interpretato da Jin Tae-hyun
- Do Shin-young, interpretata da Jo Bo-ah
- Hwang Ji-soo, interpretata da Kim Hye-eun
- Moon Tae-gwang, interpretato da Jung Woong-in
- Mo Kyung-shin, interpretata da Kim Se-ah
- Go Hae-sool, interpretato da Cha Kwang-soo
- Han Sang-goo, interpretato da Lee Seung-hyung
- Gong Bok-shin, interpretato da Song Kyung-chul
- Lee Soo-tak, interpretato da Kim Dong-hee
- Hong Nan-jeong, interpretata da Lee Mun-jeong
- Park So-hee, interpretata da Jin Ye-sol
- Kim Hae-il, interpretato da Shin Joo-hwan
- Jo Ki-ryang, interpretato da Choi Jong-won
- Ok Chae-ryung, interpretata da Lee El
- Cha Woo, interpretato da Go Yoon
- Min Byung-ho, interpretato da Kim Won-hae
- Oh Jin-cheol/Cha Dong-soo, interpretato da Jung Soon-won e Jung Soo-hwan (da giovane)
- Cha Joong-rak, interpretato da Kim Myung-soo
- Lee Joon-sik, interpretato da Nam Myung-ryul
- Jung Mi-ok, interpretata da Nam Gi-ae
- Choi Ji-hye, interpretata da Lee Ah-hyun
- Yang Dong-yi, interpretato da Shin Seung-hwan
- Kim Dae-woo, interpretato da Go In-bum
- Yeom Hyeong-gu, interpretato da Kim Young-woong
- Jung Man-ok, interpretata da Bae Jong-ok
- Go Joo-tae, interpretato da Sung Ji-ru
- Michael Chang, interpretato da Chen Bolin
- Na Do-kwang, interpretato da Lee Won-jong

## Ascolti
| Episodio | Data di trasmissione | Dati TNMS           | Dati TNMS                  | Dati AGB            | Dati AGB                   |
| Episodio | Data di trasmissione | A livello nazionale | Area metropolitana di Seul | A livello nazionale | Area metropolitana di Seul |
| -------- | -------------------- | ------------------- | -------------------------- | ------------------- | -------------------------- |
| 1        | 28 marzo 2016        | 7,4%                | 8,1%                       | 7,3%                | 7,8%                       |
| 2        | 29 marzo 2016        | 7,7%                | 8,3%                       | 7,0%                | 7,8%                       |
| 3        | 4 aprile 2016        | 9,0%                | 10,3%                      | 9,5%                | 10,6%                      |
| 4        | 5 aprile 2016        | 9,1%                | 9,7%                       | 8,9%                | 9,5%                       |
| 5        | 11 aprile 2016       | 7,5%                | 8,2%                       | 8,2%                | 9,3%                       |
| 6        | 12 aprile 2016       | 7,3%                | 7,3%                       | 8,7%                | 9,7%                       |
| 7        | 18 aprile 2016       | 7,4%                | 8,4%                       | 8,5%                | 9,5%                       |
| 8        | 19 aprile 2016       | 7,8%                | 8,4%                       | 8,1%                | 9,1%                       |
| 9        | 25 aprile 2016       | 7,7%                | 9,2%                       | 8,1%                | 8,7%                       |
| 10       | 26 aprile 2016       | 8,2%                | 8,8%                       | 8,2%                | 9,0%                       |
| 11       | 2 maggio 2016        | 6,9%                | 7,7%                       | 7,5%                | 8,2%                       |
| 12       | 3 maggio 2016        | 7,1%                | 8,5%                       | 8,4%                | 9,3%                       |
| 13       | 9 maggio 2016        | 7,1%                | 8,2%                       | 7,5%                | 8,4%                       |
| 14       | 10 maggio 2016       | 8,4%                | 9,0%                       | 9,3%                | 10,2%                      |
| 15       | 16 maggio 2016       | 7,4%                | 7,8%                       | 8,0%                | 8,9%                       |
| 16       | 17 maggio 2016       | 8,0%                | 8,5%                       | 9,5%                | 10,3%                      |
| 17       | 23 maggio 2016       | 7,2%                | 8,2%                       | 8,1%                | 8,8%                       |
| 18       | 24 maggio 2016       | 8,4%                | 9,5%                       | 8,6%                | 9,4%                       |
| 19       | 30 maggio 2016       | 7,7%                | 7,6%                       | 8,0%                | 8,7%                       |
| 20       | 31 maggio 2016       | 7,8%                | 8,1%                       | 7,7%                | 8,3%                       |
| 21       | 6 giugno 2016        | 8,4%                | 10,4%                      | 10,3%               | 11,4%                      |
| 22       | 7 giugno 2016        | 9,6%                | 10,2%                      | 10,7%               | 11,7%                      |
| 23       | 13 giugno 2016       | 8,8%                | 10,5%                      | 10,4%               | 11,4%                      |
| 24       | 14 giugno 2016       | 9,6%                | 10,7%                      | 10,7%               | 11,5%                      |
| 25       | 20 giugno 2016       | 9,4%                | 10,7%                      | 9,7%                | 10,4%                      |
| 26       | 21 giugno 2016       | 10,4%               | 11,7%                      | 11,1%               | 11,9%                      |
| 27       | 27 giugno 2016       | 9,7%                | 10,7%                      | 10,6%               | 11,7%                      |
| 28       | 28 giugno 2016       | 10,2%               | 10,7%                      | 11,1%               | 11,9%                      |
| 29       | 4 luglio 2016        | 9,8%                | 10,8%                      | 11,1%               | 12,2%                      |
| 30       | 5 luglio 2016        | 11,6%               | 12,0%                      | 11,0%               | 11,8%                      |
| 31       | 11 luglio 2016       | 9,8%                | 10,3%                      | 10,5%               | 10,5%                      |
| 32       | 12 luglio 2016       | 11,3%               | 11,9%                      | 11,2%               | 11,8%                      |
| 33       | 18 luglio 2016       | 10,1%               | 10,7%                      | 9,9%                | 9,7%                       |
| 34       | 19 luglio 2016       | 12,3%               | 13,6%                      | 11,1%               | 11,2%                      |
| 35       | 25 luglio 2016       | 10,9%               | 12,3%                      | 10,7%               | 11,5%                      |
| 36       | 26 luglio 2016       | 11,7%               | 12,6%                      | 11,3%               | 11,0%                      |
| 37       | 1 agosto 2016        | 11,2%               | 11,6%                      | 10,7%               | 10,9%                      |
| 38       | 2 agosto 2016        | 12,8%               | 12,9%                      | 11,9%               | 12,2%                      |
| 39       | 9 agosto 2016        | 11,4%               | 11,4%                      | 9,8%                | 10,0%                      |
| 40       | 22 agosto 2016       | 9,2%                | 8,9%                       | 8,9%                | 9,2%                       |
| 41       | 23 agosto 2016       | 9,7%                | 10,0%                      | 9,7%                | 9,5%                       |
| 42       | 29 agosto 2016       | 9,2%                | 9,7%                       | 10,0%               | 10,3%                      |
| 43       | 30 agosto 2016       | 10,6%               | 11,4%                      | 10,8%               | 11,0%                      |
| 44       | 5 settembre 2016     | 10,1%               | 11,0%                      | 9,4%                | 9,7%                       |
| 45       | 6 settembre 2016     | 10,9%               | 11,7%                      | 10,3%               | 10,3%                      |
| 46       | 12 settembre 2016    | 10,1%               | 11,4%                      | 10,6%               | 10,9%                      |
| 47       | 13 settembre 2016    | 11,0%               | 10,7%                      | 10,3%               | 10,4%                      |
| 48       | 19 settembre 2016    | 12,6%               | 13,1%                      | 11,4%               | 11,7%                      |
| 49       | 20 settembre 2016    | 12,9%               | 12,9%                      | 12,1%               | 12,7%                      |
| 50       | 20 settembre 2016    | 13,8%               | 14,0%                      | 14,1%               | 15,1%                      |
| Media    | Media                | 9,484%              | 10,206%                    | 9,73%               | 10,34%                     |

## Colonna sonora
1. Monster
2. I Know (알아) – Zia
3. Are You Alright? (괜찮은건지) – SE7EN
4. Only With You (같이만 있자) – Tei
5. Whisper Love (사랑을 속삭여) – EJAE, Joo Hee degli 8Eight
6. One More Time (한번 더) – Kim Yeon-ji
7. Long Journey (Main Theme)
8. Tango
9. Rebirth
10. Here I Am
11. Tear Drop
12. Childhood
13. Hello Uncle
14. Killer
15. Godfather
16. Soo-yeon
17. Memory
18. Gotcha
19. Gang-ga-din
20. MK2 Waltz

## Riconoscimenti
| Anno | Premio           | Categoria                                                               | Ricevente     | Risultato       |
| ---- | ---------------- | ----------------------------------------------------------------------- | ------------- | --------------- |
| 2016 | APAN Star Awards | Premio all'eccellenza, attore in un drama seriale                       | Kang Ji-hwan  | Candidato/a     |
| 2016 | MBC Drama Awards | Premio alla massima eccellenza, attore in un drama speciale a progetto  | Kang Ji-hwan  | Candidato/a     |
| 2016 | MBC Drama Awards | Premio alla massima eccellenza, attrice in un drama speciale a progetto | Sung Yu-ri    | Candidato/a     |
| 2016 | MBC Drama Awards | Premio all'eccellenza, attrice in un drama speciale a progetto          | Park Ki-woong | Candidato/a     |
| 2016 | MBC Drama Awards | Premio all'eccellenza, attrice in un drama speciale a progetto          | Jo Bo-ah      | Candidato/a     |
| 2016 | MBC Drama Awards | Miglior nuova attrice                                                   | Jo Bo-ah      | Vincitore/trice |
| 2016 | MBC Drama Awards | Miglior nuova attrice                                                   | Lee Yeol-eum  | Candidato/a     |
| 2016 | MBC Drama Awards | Premio alla recitazione d'oro, attore in un drama speciale a progetto   | Jeong Bo-seok | Candidato/a     |
| 2016 | MBC Drama Awards | Premio alla recitazione d'oro, attore in un drama speciale a progetto   | Jin Tae-hyun  | Candidato/a     |
| 2016 | MBC Drama Awards | Premio alla recitazione d'oro, attrice in un drama speciale a progetto  | Kim Bo-yeon   | Candidato/a     |
| 2016 | MBC Drama Awards | Premio alla recitazione d'oro, attrice in un drama speciale a progetto  | Lee El        | Candidato/a     |